# ホンダ・CT110
CT110（シーティーひゃくじゅう） は、本田技研工業がかつて製造販売していたオートバイである。本項では同モデルのほか、前身ならびに現行モデルであるCT125・ハンターカブについても解説を行う。

## 概要
低床バックボーンフレームを採用するスーパーカブをベースにしてレッグシールドを除去、さらに装備品を変更しデュアルパーパスに特化させたハンターカブの通称を持つCTシリーズの1車種である。
型式名JD01の本モデルは、1979年まで輸出専売とされたCT90の後継として開発。1980年にカナダ・パプアニューギニア・南アフリカ・ブラジル・アメリカ合衆国・オーストラリア・ニュージーランドなどへの輸出販売が開始された。日本国内仕様はブロックタイヤ・スキッドプレート・大型リヤキャリア・アップマフラー・テレスコピックサスペンションなどを装備するレジャーバイクとして1981年10月1日発表、同月2日発売。
- 1981年3月14日発売のシルクロードならびに同年4月23日発売のTL125イーハトーブを含む3車種とともに雄大な自然の周辺をゆったりとツーリングするオートバイとしてトレッキングバイクというカテゴリーを提唱した[3]。

日本国内向け仕様は1983年に、TRAIL110のペットネームを持つ北米向け仕様は1986年に販売終了となったが、オセアニアを中心としたその他の海外向け輸仕様は製造販売を継続。ニュージーランド向け2012年モデルを最後に生産を終了した。
当時の実質的な後継モデルは、コンセプトモデルとして2012年11月11日に本田技研工業青山本社ビルで開催されたカブミーティングイベント「カフェカブ青山 2012」で展示されたクロスカブCC110である。同モデルは2013年5月22日に同年6月14日から発売することが発表された。
CTならびにハンターカブの商標を使うモデルは、2019年にCT125・ハンターカブが発表された。同モデルの発表・発売以降もクロスカブシリーズは併売される。

## 車両解説
搭載されるJD01E型空冷4ストロークSOHC単気筒エンジンは、内径x行程：52.0x49.0（mm）・排気量105cc・圧縮比8.5から最高出力7.6ps/7,500rpm・最大トルク0.85kg-m/6,000rpmをマークする。
- 同エンジンは、CT90ならびに郵政向けMD90用[注 2]をベースにしており、クランクケースはMD90と共通である。

補機類は仕向地によって異なる部分があるが（後述）、バルブタイミングは全地域共通である。
マニュアルトランスミッションはシーソーペダルによるボトムニュートラルのリターン式4速であるが、こちらも仕向地によって仕様が異なる。また副変速機はエンジン左側下部のレバーでHiモード（通常モード）とLoモードに切替が停車時に可能である。ただし日本国内ならびにオセアニア向け郵政仕様には搭載されない。
サスペンションは、前輪がアウタースプリング式テレスコピックフォーク、後輪がスイングアームである。
ブレーキは前後ともワイヤー式ドラムブレーキである。フロントブレーキレバー根本にはブレーキ作動状態でレバーを固定できるパーキングブレーキ機構を日本国内仕様を除き標準装備する。
ボディカラーは、1981年モデルまでが「タヒチアンレッド」、それ以降が「モンツァレッド」とされた。その他にも仕向地や納入先職種による専用色が存在する。

### 輸出仕向地による差異
| オーストラリア郵政仕様◆装備◆ライトカウル別体式メーターエンジンガードオープン式チェーンカバー（副変速機は未搭載）      |  | 北米仕様◆装備◆折畳みハンドルサブタンク    |
| オーストラリア郵政仕様 ◆装備◆ ライトカウル別体式メーター エンジンガード オープン式チェーンカバー （副変速機は未搭載） |  | 北米仕様 ◆装備◆ 折畳みハンドル サブタンク |

改良や仕向地によって仕様が異なり、デカール表記・排ガス対策機器・フロントキャリア・サブタンク・センタースタンド・チェーンカバー・メーター類・ウインカー・電装品電圧・シートなどに差異がある。以下で詳細について解説を行う。
キャブレター
- 日本国内仕様はケーヒン製ピストンバルブ式PB21型であるが、一部仕向ではPB18型が装着される。ただしメインジェットはケーヒン丸小型という点は全仕様共通である。

点火装置
- 日本国内仕様：マグネトー式で点火時期制御はカムシャフトに取り付けられたコンタクトポイントによるものとされた。
- 北米仕様：当初コンタクトブレーカー方式としたが、1982年モデルからCDI方式に切換。同時に点火時期を22°/3400rpmから32°/3400rpmへ変更。
- オセアニア仕様：1984年モデルまではコンタクトブレーカー方式で、それ以降をCDIしたほか、日本仕様のコンタクトポイントに代わって無接点のピックアップを装備した。

使用燃料（取扱説明書への記載）
- 日本国内仕様：レギュラーガソリン
- 北米仕様・オセアニア仕様：オクタン価91以上（RON）

電装品電圧
- 日本国内仕様：6V/シリコンダイオードで半波整流・レギュレーター未装備
- オセアニア仕様：6V/レクチファイア装備による全波整流
- オセアニア郵政使用：12V

変速
- 日本国内仕様：前へ踏むとシフトアップ 後へ踏むとシフトダウン
- 輸出仕様：後へ踏むとシフトアップ 前へ踏むとシフトダウン

オプション
- 日本国内仕様
  - 北米仕様に標準装備されていた2.5L入り補助燃料タンクをサブタンクとして設定

- 北米仕様
  - アップフェンダー
  - 折り畳み式ハンドル
  - サブタンク標準装備

- オセアニア郵政仕様
  - フロントキャリア装着なし
  - セリアーニ式フロントフォーク
  - 大型化したサイドカバー
  - メーター位置の変更
  - フロント/リアウインカー位置の変更
  - ブレーキライト形状の変更
  - 右側サイドスタンド/センタースタンドの装備
  - マフラーヒートカバー形状の変更
  - シートを厚いものに変更
  - 副変速機未装備
  - オープン式チェーンカバー
  - 電装系を12Vに変更

また製造途中での改良や仕様変更も数度に渡って実施した。
北米仕様
- 1981年モデル：副変速機を搭載
- 1986年モデル：ハンドルバーロック・自動車排出ガス規制に対応したチャコールキャニスター・シールドタイプクランクケースブリーザーを装備

オセアニア向け仕様
- 2009年10月：オーストラリアでナンバー取得が可能のファームモデルを追加。
  - 本モデルからフロントフォークにリフレクターを装着ならびにオーストラリア国内の排出ガス規制に合致していることを示すコーションプレートを装備。

## 前身モデル
主に北米地区へ輸出された。車名の後に付帯するアルファベットは、HがHunter、TがTrailを意味し、"Trail + 数字"は北米地区でのペットネームである。
C100H / C100T / CA100T "Trail 50"
- 1960年 - 1962年に製造販売。日本国内モデルスーパーカブC100をベースにしたモデルで排気量49㏄のOHVエンジンを搭載する
- マフラーもベースモデルと同等のダウンタイプ。副変速機は搭載せず大小2枚のドリブンスプロケットを装着する。

C105H / C105T / CA105T "Trail 55"
- 1962年 - 1966年に製造販売。日本国内モデルスーパーカブC100をベースにしたモデルで排気量54㏄のOHVエンジンを搭載する。
- 1963年に追加されたCA105T "Trail 55"のみヒートガード付アップアマフラーを装着するほか、フロントフェンダーを未装着。なお同モデルはフロントフェンダーを装着し、ハンターカブC105Hの車名で少数が日本国内でも販売された。

CT200 "Trail 90"
- 1964年 - 1966年に製造販売。CTを初めて付帯させたモデル。ベースは排気量87㏄のOHVエンジンを搭載するスーパーカブCM90。マニュアルトランスミッションを4速化。

CT90 "Trail 90"
- 1966年 - 1979年に製造販売。ベースモデルの排気量89㏄ならびにSOHC化によるモデルチェンジ車。
- 当初は4速マニュアルトランスミッション+ダブルドリブンスプロケットとされたが、1968年モデルから副変速機を搭載。フロントサスペンションも1969年モデルから従来のボトムリンク→テレスコピックへ変更。また1972年モデルから補助燃料タンクを標準装備となった。

CT50 "Hunter Cub"
- 排気量49㏄のスーパーカブC50をベースにしたモデル。3速マニュアルトランスミッション+副変速機を搭載。
- 本モデルのみ日本国内でも1968年8月13日発表、同月20日発売で正式販売された。

## CT125・ハンターカブ

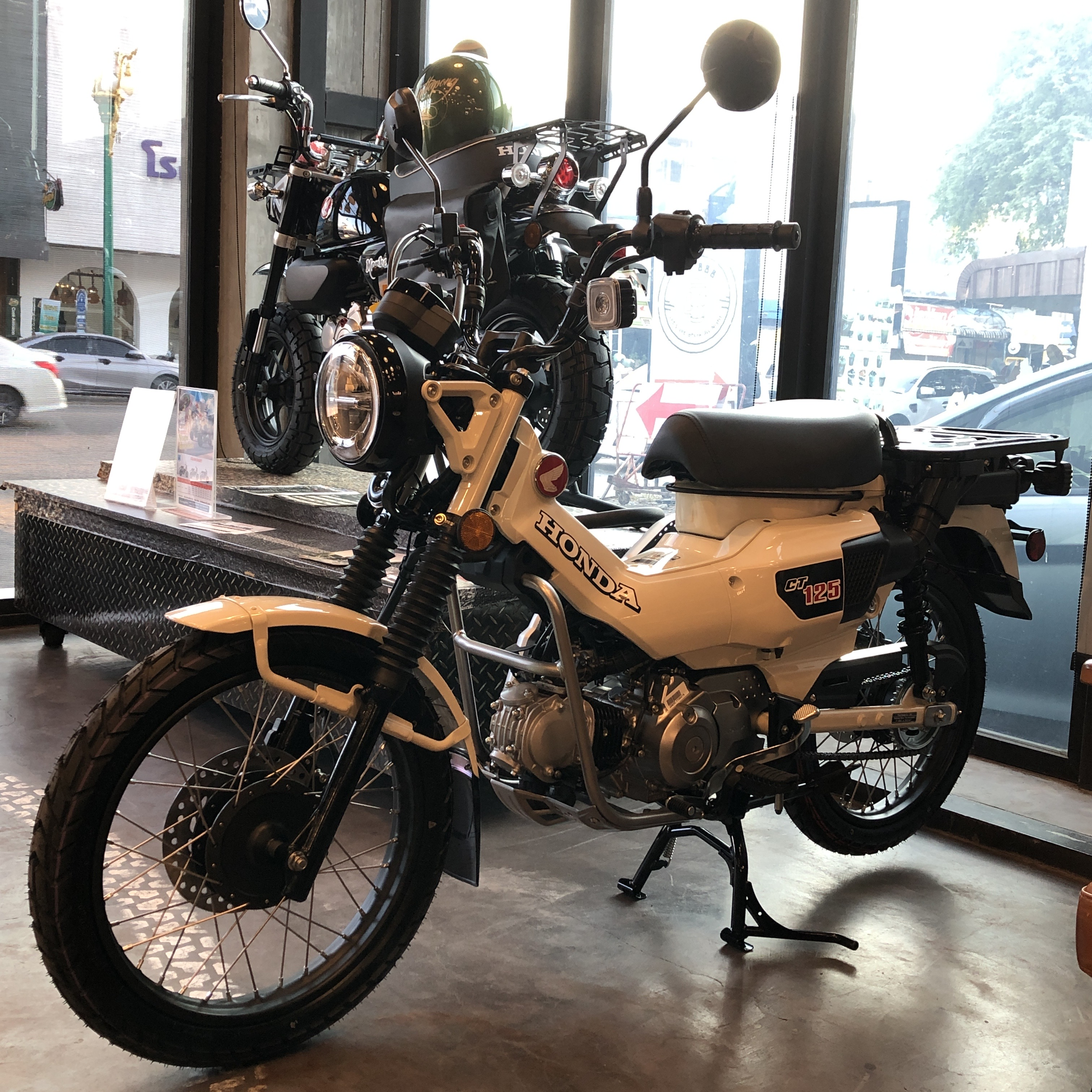
CT125・ハンターカブ

2019年に開催された第47回東京モーターショーにCT125の車名でコンセプトモデルとして出品。その後、車名をCT125・ハンターカブ、型式名2BJ-JA55の市販車として2020年6月26日に発売されることが同年3月20日に発表された。
型式名2BJ-JA48のスーパーカブC125をベースに灯火類のLED化などは踏襲するものの、市街地走行から郊外へのツーリングや林道でのトレッキングなど幅広い走行状況を想定した車体諸元とフレーム剛性バランスの最適化など以下の仕様変更を実施した。
- 不整地などの走行状況での車体取り扱い性からフロントサスペンションのストローク量を110㎜とし、アップマフラーやアンダーガードの装着により165mmの最低地上高を確保。
- 前後ディスクブレーキ[注 7]は新たにフロントのみ作動する1チャンネルABSを装備。
- 前後ホイールをマットグレー塗装仕上げのスチールリムとしたステンレススポークタイプへ変更。
- バックボーンフレームに搭載されるJA55E型空冷4ストロークSOHC単気筒前傾80°シリンダーエンジンの内径x行程=52.4×57.9（mm）・圧縮比9.3・排気量124㏄・PGM-FI電子制御式燃料噴射装置による燃料供給は、C125用JA48E型・グロム用JC75E型・モンキー125用JB02E型と共通[注 8]であるが、ハイマウント吸気ダクト採用のエアクリーナーとアップマフラーによる専用の吸排気システムと合わせて出力特性を本モデル用にチューニングし最高出力6.5kW〔8.8ps〕/7,000rpm・最大トルク11Nm〔1.1kgf・m〕/4,500rpmのスペックとした。
- 始動方式を従来のセルフ式に加えキックスターターを併設[注 9]。
- 4速マニュアルトランスミッションのギア比はC125と共通[注 10]であるが、1次/2次減速比を3.363/2.571[13]から3.350[注 11]/2.785へ変更。また副変速機は装備しない。
- 燃料タンク容量をC125の3.7L[13]から5.3Lへ増量。
- 大型リヤキャリアを標準装備。

車体色は、グローイングレッドとマットフレスコブラウンの2種類を設定。年間販売目標は8,000台で希望小売価格は消費税10%込で440,000円とした。
なお、本モデルはタイホンダ・マニュファクチュアリングカンパニー・リミテッド（Thai Honda Manufacturing Co., Ltd.）が製造し、本田技研工業が輸入事業者となる形で販売される。
2021年10月19日発表、2022年1月20日発売
車体色にパールオーガニックグリーンを追加。
2022年10月7日発表、同年12月15日発売
以下の仕様変更を行い、型式名が8BJ-JA65型に変更された。
- 令和2年排出ガス規制に対応した新エンジン（JA65E型）を搭載。スペックは最高出力6.7kW〔9.1ps〕/6,250rpm・最大トルク11Nm〔1.1kgf・m〕/4,750rpm。
- リアサスペンションにプリロードアジャスターを追加。
- 車体色はマットフレスコブラウンを廃止し、マットアーマードシルバーメタリックを新たに設定。

2023年11月9日発表、同年12月14日発売
車体色はパールオーガニックグリーンを廃止し、ターメリックイエローを追加。
2024年10月10日発表、同年12月12日発売
以下の一部仕様を変更された。
- 車体色はターメリックイエローを廃止し、パールシュガーケーンベージュとパールスモーキーグレーを新たに設定。
- エキゾーストパイプに装着したプロテクターとバックミラーの形状を変更。